# هدى زكريا
هدى زكريا هي صحفية نوبية مصرية،  نائب رئيس قسم التحقيقات بجريدة اليوم السابع، حاصلة على جائزة "دبي للصحافة العربية فئة التحقيقات الاستقصائية" لعام 2016.

## حياتها
هدى زكريا، امرأة مصرية نوبية، حاصلة على بكالوريوس أعلام جامعه القاهرة «قسم صحافة 2010»، بدأت التدريب في الصحافة منذ عامها الأول في الكلية وتدريجياً في مواقع إلكترونية وجرائد ليست مشهورة ثم تدربت لمدة عامين في «المصري اليوم» ثم انتقلت إلى «اليوم السابع» وكانت حينها في الفرقة الثالثة قسم صحافة، وتنقلت بين الأقسام فبدأت بالعمل بقسم الثقافة لمدة سنتين ثم استقرت لأربعة سنوات في قسم التحقيقات الاستقصائية.
تعمل حاليا في مجال الإعداد التلفزيونى، وإنتاج عدد من التحقيقات التلفزيونية بشكل مستقل.

## جوائز
- حصلت على جائزة أريج المركز الأول عام 2013 فئة تحقيقات "multi media"، والمركز الثانى في العام نفسه فئة التحقيقات المكتوبة.[11]
- حصلت على منحة “أريج” المتقدمة لإنتاج التحقيقات تلفزيونية، اجتازت الدورة الخاصة بتدريب المدربين حتى تشرف على التحقيقات المتلفزة.[9][10][11]
- أستطاعت ان تنجز مجموعة تحقيقات متعلقة بمجال حقوق الإنسان، بالإضافة إلى خمس تحقيقات استقصائية منهم تحقيق بعنوان الجبن الأبيض سرطان في بيوت المصريين واستطاعت به إن تحصل على المركز الأول في صحافة الفيديو، والمركز الثاني في فئة الصحافة المكتوبة من الشبكة العربية للصحافة الاستقصائية "ARIJ" والمركز الدولي للصحفين سنة 2013.[9][10][11]
- تم أختيارها من موقع "Women Of Egypt" ضمن قائمة أكثر النساء المصريات إلهاما.[12][13][14]
- فائزة بجائزة الصحافة العربية في دورتها الخامسة عشرة بدبى عن فئة التحقيق الاستقصائى عن تحقيق «خداع المرضى بالخلايا الجذعية»، تسلمت درع الجائزة والفوز بالمركز الأول في حفل تسليم جوائز الصحافة العربية في مركز المؤتمرات العالمى بدبي.[12][13][14][15][16][17][18][19][20][21][22]